# Âm nhạc Slovakia

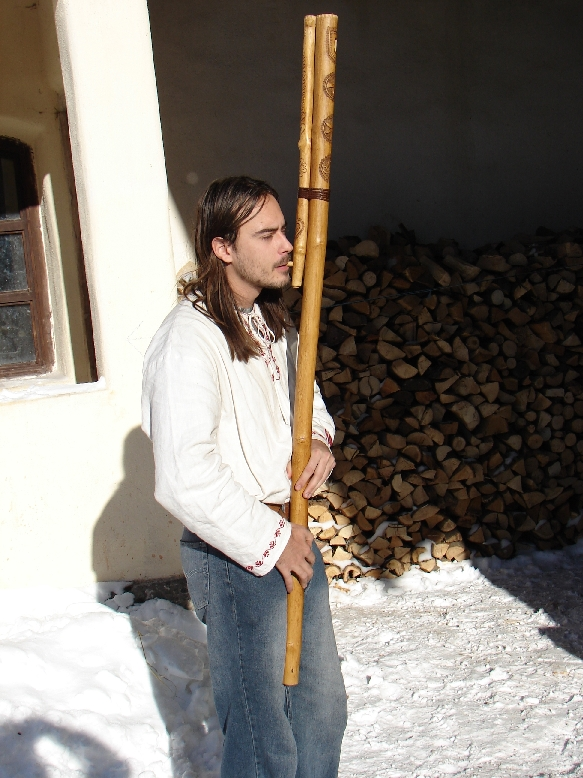
Fujara, một loại ống tiêu truyền thống của người Slovakia.

Âm nhạc Slovakia bị ảnh hưởng bởi các tộc người Slovakia bản địa và âm nhạc của những vùng láng giềng. Mặc dù có dấu hiệu của những nhạc cụ thời tiền sử, Slovakia có một lượng di sản lớn dân gian đương đại và nhạc phụng vụ Trung Cổ, và đặc biệt từ thế kỉ 18 trở đi, đời sống âm nhạc chịu ảnh hưởng của đời sống Áo-Hung. Ở thế kỉ 19, các nhà soạn nhạc như Ján Levoslav Bella bắt đầu viết nhạc lãng mạn bằng tiếng Slovakia. Ở thế kỉ 20, có một lượng lớn các nhà soạn nhạc đồng nhất với văn hóa Slovakia. Sau vụ cộng sản sụp đổ vòa giai đoạn 1989–90, đất nước bắt đầu phát triển dòng nhạc đại chúng riêng theo phong cách Tây phương.

## Lịch sử âm nhạc Slovakia

### Thời sơ khai
Những ống sáo bằng xương có niên đại từ thời đại đồ đồng (khoảnh năm 3000 trước Công Nguyên) đã bị phát hiện ở vùng Nitra, là minh chứng cho vai trò đầu tiên âm nhạc trong nền 'Văn hóa Niltra của người Celt. Những nhạc cụ như vậy được được sản xuất liên tục ngày càng tinh vi hơn cho đến thời Trung Cổ. Những nhạc cụ đầu tiên khác được tìm thấy gồm có các bộ trống có niên đại từ thời đại đồ đá cũ, sắt và chuông đồng từ thế kỉ 3 hoặc thế kỉ 4 sau Công Nguyên. Những nhạc cụ dân gian trong vùng được phỏng đoán là phát triển với những phiên bản đầu tiên là fujara và các phiên bản kèn túi và đàn môi của Slovakia. Chắc chắn chúng đã tồn tại ở thế kỉ 15.

### Thời Trung Cổ
Từ thời Trung Cổ trở đi, các nhà văn đã xác định một số dòng nhạc chính ở Slovakia. Những thể loại nhánh chính gồm có nhạc nhà thờ, nhạc dân gian và nhạc hòa tấu nghe ở các thành phố và tòa án. Mỗi dòng trong số các thể loại này lại có thêm nhiều tiểu thể loại nữa.
Một số hình thức âm nhạc lâu đời nhất ở là ca khúc phụng vụ (bằng tiếng Slav cổ) từ thời kỳ của vương quốc Đại Moravia (thế kỉ 9), từ đó phát triển đa số âm nhạc thiêng liêng ở những thế kỉ sau. Bình ca bằng tiếng Latin cũng được lan truyền trong vùng ở đầu thời kỳ này, đặc biệt sau khi Slovakia sáp nhập vào Vương quốc Hungary vào năm 1218. Các tác phẩm codex đầu tiên gồm có bài 'Nitra Gospels' của năm 1100 và 'Pray codex' (năm 1195). Từ thé kỉ 15 đến thế kỉ 17, phức điệu đã được áp dụng và phát triển ở nhiều trung tâm đô thị như Bratislava, Bardejov, Levoča và Kežmarok.
Năm 1526, khi Slovakia trở thành một bộ phận của Vương quốc Habsburgs, Bratislava trở thành thành phố đăng quang, từ đó làm ảnh hưởng lớn đến sự phát triển của âm nhạc chính thức ở các thành phố của đất nước. Ở vùng nông thôn, nhạc dân gian phát triển theo cách nghiêm túc hơn ở nhiều vùng khác nhau của đất nước.

### Các thế kỉ 17-18
Giống như những nước khác của châu Âu, Giáo hội và giới quý tộc trở thành những người tài trợ chính cho âm nhạc chính quy trong thời kỳ này. Các nhà soạn nhạc của Giáo hội đã hoạt động khắp đất nước; ví dụ trong nhạc truyền thống phức điệu, Andreas Neoman từng công tác ở Bardejov và nhiều nơi khác ở đầu thế kỉ 17, Ján Šimbracký (qua đời năm 1657), nghệ sĩ đàn ống tại Nhà thờ Tin lành ở Spišské Podhradie và Samuel Marckfelner (1621–1674), nghệ sĩ đàn ống tại Levoča. Ở các thành phố lớn, đặc biệt là Bratislava, ảnh hưởng của thể loại infonia concertante từ Ý thể hiện khá rõ ở các nhà soạn nhạc như Samuel Capricornus (1628–1665) (sau cùng trở thành nhạc trưởng cho hoàng tử Stuttgart), người kế nhiệm ông ở Nhà thờ Tin lành tại Breatislava, Johann Sigismund Kusser (1626–1696).